# El cas Fritz Bauer
El cas Fritz Bauer (títol original: Der Staat gegen Fritz Bauer) és una pel·lícula dramàtica alemanya dirigida per Lars Kraume, estrenada l'any 2015. El 2015 rebé el Premi del Públic al Festival de Locarno i 6 Premis del cinema alemany, incloent-hi pel·lícula i director, i 9 nominacions. Ha estat doblada en català.

## Argument
El xofer de Fritz Bauer troba el seu patró sense coneixement. El film conta la història real d'un fiscal alemany de confessió jueva que va perseguir criminals nazis i afavorir la captura d'Adolf Eichmann. Descriu també la repressió de la prostitució homosexual a Alemanya, en els anys 50 i 60, mentre la legislació nazi en contra dels homosexuals no és abolida.

## Repartiment
- Burghart Klaussner: Fritz Bauer
- Ronald Zehrfeld: Karl Angermann
- Lilith Stangenberg: Victoria
- Jorg Schuttauf: Paul Gebhardt
- Sebastian Blomberg: Ulrich Kreidler
- Michael Schenk: Adolf Eichmann
- Rüdiger Klink: Heinz Mahler
- Laura Tonke: Fräulein Schütt
- Götz Schubert: Georg August Zinn
- Paulus Manker: Friedrich Morlach
- Robert Atzorn: el pare de Charlotte
- Dani Levy: Chaim Cohn
- Tilo Werner: Isser Harel

## Crítica
- "Es deixa portar perillosament pel tòpic formal (fotografia de tons ocres, banda sonora amb percussió i trompeta, típica del cinema polític), i es veu empetitida per una trama paral·lela."[3]
- "La seva indagació és una bona trama d'espies en clau realista, sense les descàrregues de revenja justiciera que hom podria esperar seguint l'enfocament de gènere americà (...)[4]
- "Un rígid thriller històric que dramatitza els obstacles amb què el tenaç fiscal general de l'estat Bauer es va enfrontar en la seva persecució dels arquitectes d'Auschwitz mentre el govern alemany de postguerra encara estava infestat amb els mateixos polítics que havien estat sota el poder de Hitler."[5]
- "[La pel·lícula] falla quan vol provar de donar vida a les profuses i complexes dades que van portar a la detenció (o més aviat, segrest) d'Eichmann. Però el que és molt pitjor és (...) una subtrama gens convincent sobre la presumpta homosexualitat del fiscal"[6]